# Polypodium sphaerocephalum
Polypodium sphaerocephalum là một loài thực vật có mạch trong họ Polypodiaceae. Loài này được (Hook. & Grev.) Wall. ex Mett. miêu tả khoa học đầu tiên năm 1856.